# ماري بيلي (طيارة)
السيدة ماري بيلي (بالإنجليزية: Dame Mary Bailey)‏ (من مواليد 1 ديسمبر 1890 - تُوفيت في 29 يوليو 1960) وهي طيارة أيرلندية.
ابنة ديريك وارنر وليام وستنرا، وبارون روسمور الثالث من قلعة روسمور مقاطعة موناغان وأمها نيلي نايلور.
في يناير من عام 1930 ، تم تعيينها نائبة قائد في وسام الإمبراطورية البريطانية (DBE).
قضت السيدة ماري بايلي، ابنة الآباء الأرستقراطية، معظم طفولتها في أيرلندا حيث كانت تدرس في المنزل حتى هربت في عام 1906. قامت بشراء دراجة نارية في شبابها وهربت بها.
خلال الحرب العالمية الأولى ، تطوعت ماري كميكانيكية طيران وخدمت في بريطانيا وفرنسا.
حصلت على رخصة الطيار في أوائل عام 1927 وسرعان ما بدأت مهنتها حيث أصبحت أول امرأة تطير عبر البحر الأيرلندي. في 5 يوليو 1927 ، سجلت رقماً قياسياً عالمياً يبلغ 17283 قدماً (5268 م) في فئة الطائرات الخفيفة، وهي تحلق على طائرة دي هافيلاند دي إتش.60 موث.
في الفترة ما بين 9 مارس و 30 أبريل 1928 ، قامت برحلة فردية تبلغ 8000 ميل من كرويدون إلى كيب تاون، وحلقت بالطائرة دي هافيلاند دي إتش.60 موث مع خزان وقود إضافي ، ثم قامت برحلة 18.000 ميل بين سبتمبر 1928 و 16 يناير 1929. شملت رحلة العودة الطيران عبر الكونغو، ثم على طول الحافة الجنوبية للصحراء وحتى الساحل الغربي لأفريقيا، ثم عبر اسبانيا وفرنسا. كانت أطول رحلة منفردة وأطول رحلة قامت بها امرأة.
في عام 1927 و 1928 فازت مرتين بجائزة كأس هارمون كرائدة طيران. كما شاركت في مسابقتين دوليتين في تحدي السياحة الدولية FAI لعام 1929 حيث احتلت المركز الواحد والثلاثين بالنسبة إلى 60 مشاركًا، كونها واحدة من امرأتين فقط.
في عام 1931 ، أصبحت عضوة في مجموعة من الطالبات الرائدات في مجال العلوم .
حصلت على رتبة ضابط قسم في خدمة القوات الجوية المساعدة النسائية، خلال الحرب العالمية الثانية.

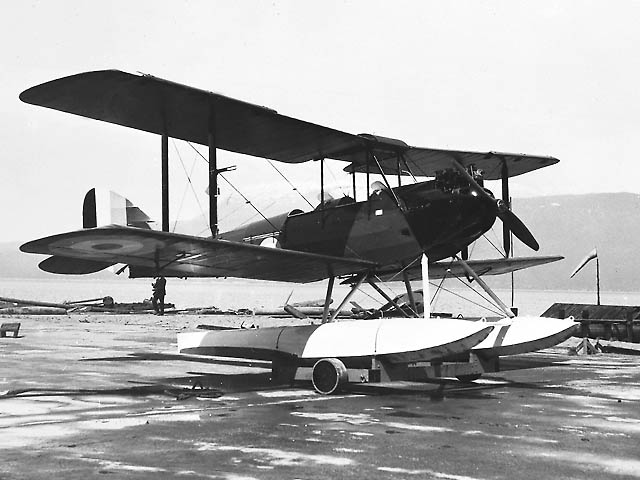
دي هافيلاند سيروس موث

## عائلتها
تزوجت من السير أبراهام بيلي في 5 سبتمبر 1911 ، كانت زوجته الثانية، وكان لديهم خمسة أطفال:
1. ماري ستار بيلي (من مواليد 1 أغسطس 1913 - توفي 10 أبريل 1961).[3]
2. السير ديريك توماس لويس بيلي (ولد في 15 أغسطس 1918 - توفي 19 يونيو 2009).[3]
3. آن هيستر ضياء بيلي (ولدت في 15 أغسطس 1918).[3]
4. جيمس ريتشارد أبي بيلي (ولد في 23 أكتوبر 1919 - توفي 29 فبراير 2000).[3]
5. نورين هيلين روزماري بايلي (ولدت في 27 يوليو 1921).[3]

## مساهماتها في علم الآثار
تمكنت السيدة ماري بيلي من استخدام مواهبها في مجال الطيران لالتقاط صور جوية لمواقع أثرية مهمة. من المحتمل جدا أن تكون أول امرأة تحقق ذلك خلال عملها في فبراير1931 في مشروع واحة الخارجة بمصر. من خلال العمل بشكل وثيق مع جيرترود كاتون - طومسون وإلينور ويت غاردنر، تمكنت بيلي من التقاط صور جوية قدمت نظرة شاملة على الموقع الأثري خلال أسبوعين فقط. لقد أنجزت ماري تصويرها للموقع الأثري في وقت قياسي. في الواقع، كانت مساهمة السيدة ماري بايلي القيمة في بعثة الواحة الخارجة مبتكرة ومثيرة للإعجاب.